# Ángel Flores
Ángel Flores (San Pedro, 2 ottobre 1883 – Culiacán, 31 marzo 1926) è stato un generale e politico messicano.

## Biografia
Nacque a San Pedro, Culiacán, Sinaloa, il 2 ottobre 1883. La sua carriera militare fu notevole e fin dai suoi inizi, nel 1910, si distinse più sui campi di battaglia che in politica o nella pubblica amministrazione rivoluzionaria. All'inizio dei combattimenti formò la sua truppa con amici, che si allearono più per simpatia personale che per causa. Dal 1913 fu costituzionalista e nell'agosto del 1914 guidò l'avanguardia delle truppe comandate da Ramón F. Iturbe nella presa di Mazatlán. Successivamente servì Venustiano Carranza nella lotta contro le forze convenzioniste.
Nel 1915 prese parte all'assedio di Navojoa, in cui oppose una resistenza sorprendente alle forze di José María Maytorena, e alla battaglia di Hermosillo, quando le forze di Pancho Villa stavano per conquistare la piazza che difendevano i costituzionalisti al comando del generale Manuel M. Diéguez. Flores organizzò una colonna per l'avanzata, con la quale le forze villiste furono sconfitte. Per questo fu promosso generale di divisione.
Partecipò alla ribellione di Agua Prieta e al suo trionfo fu nominato governatore del Sinaloa dal 1920 al 1924. Alla fine del suo mandato fu sostenuto da gruppi politici che come candidato di opposizione contro il generale Plutarco Elías Calles alle elezioni presidenziali. Morì il 31 marzo 1926 a Culiacán, Sinaloa. Circolava la voce che era stato avvelenato in quanto considerato una minaccia per il governo.
| Controllo di autorità | VIAF (EN) 11736342 · LCCN (EN) n2006054351 |